# POVM
في التحليل الدالي ونظرية القياس الكمي، المقياس الإيجابي لقيمة المؤثر (POVM) هو مقياس تكون قيمه عوامل إيجابية شبه محددة في فضاء هيلبرت. POVMs هي تعميم لمقاييس الإسقاط (PVM)، وبالتالي، فإن القياسات الكمية الموصوفة بواسطة POVMs هي تعميم للقياس الكمي الموصوف بواسطة PVMs (تسمى القياسات الإسقاطية).
في القياس التقريبي، فإن POVM هي لـPVM ما هي الحالة المختلطة إلى الحالة النقية. هناك حاجة إلى الحالات المختلطة لتحديد حالة النظام الفرعي لنظام أكبر؛ على نحو مماثل، تعد POVMs ضرورية لوصف التأثير على نظام فرعي للقياس الإسقاطي الذي يتم إجراؤه على نظام أكبر.
تعد POVMs أكثر أنواع القياس شيوعًا في ميكانيكا الكم، ويمكن استخدامها أيضًا في نظرية الحقل الكمومي. يتم استخدامها على نطاق واسع في مجال المعلومات الكمومية.